# Aleksa Terzić
Aleksa Terzić, né le 17 août 1999 à Belgrade en Serbie, est un footballeur international serbe qui évolue au poste d'arrière gauche au RB Salzbourg.

## Biographie

### En club
Natif de Belgrade en Serbie, Aleksa Terzić est formé par l'un des clubs les plus importants du pays, l'Étoile rouge de Belgrade. C'est avec ce club qu'il fait ses débuts en professionnel, le 20 juillet 2018. Ce jour-là, il est titulaire et son équipe s'impose sur le score de trois buts à zéro contre le FK Dinamo Vranje.
Avec l'Étoile rouge, il devient champion de Serbie en 2019.
Le 13 juin 2019 est annoncé le transfert d'Aleksa Terzić à l'ACF Fiorentina. Il joue son premier match sous ses nouvelles couleurs le 18 août 2019, à l'occasion d'une rencontre de coupe d'Italie contre l'AC Monza. Il est titularisé lors de cette rencontre remportée par son équipe (3-1 score final).
Le 1er septembre 2020 Aleksa Terzić est prêté pour une saison à l'Empoli FC.
Le 23 juillet 2023, Aleksa Terzić quitte définitivement l'ACF Fiorentina pour rejoindre le RB Salzbourg. Il signe un contrat courant jusqu'en juin 2028.
Terzić marque son premier but pour Salzbourg le 4 avril 2024, lors d'une rencontre de coupe d'Autriche face au SK Sturm Graz. Entré en jeu à la place de Maurits Kjærgaard, il marque en fin de match mais ne peut empêcher la défaite de son équipe (3-4 score final).

### En sélection
Avec les moins de 17 ans, il participe au championnat d'Europe des moins de 17 ans en 2016. Lors de cette compétition organisée en Azerbaïdjan, il joue trois matchs. Avec un bilan d'un nul et deux défaites, la Serbie ne parvient pas à dépasser le premier tour.
Avec les moins de 19 ans, il inscrit un but contre l'Azerbaïdjan en octobre 2017, lors des éliminatoires du championnat d'Europe des moins de 19 ans 2018. Il délivre également, à cette occasion, une passe décisive.
Le 16 octobre 2019, Aleksa Terzić joue son premier match avec l'équipe de Serbie espoirs face à l'Arménie. Il est titulaire lors de cette rencontre qui se solde par un score nul et vierge. Il inscrit son premier but avec les espoirs le 16 novembre de la même année, en donnant la victoire à son équipe lors d'une rencontre amicale face à la Macédoine du Nord (1-0). Par la suite, le 10 novembre 2019, il délivre sa première passe décisive avec les espoirs, contre la Lettonie, lors des éliminatoires de l'Euro espoirs 2021.
Aleksa Terzić honore sa première sélection avec l'équipe nationale de Serbie lors d'un match amical face à la Jamaïque le 7 juin 2021. Il est titularisé et les deux équipes se neutralisent (1-1).

## Palmarès
Avec l'Étoile rouge de Belgrade, Terzić est champion de Serbie en 2019. Avec la Fiorentina, il est finaliste de la Coupe d'Italie en 2023.